# Sobhi Sioud
Sobhi Sioud (arabe : صبحي صيود), né le 17 juillet 1975 à Mahdia, est un handballeur tunisien évoluant au poste d'arrière droit. Il mesure 1,89 m pour 90 kg.

## Biographie
Après avoir débuté au El Makarem de Mahdia, il quitte la Tunisie pour rejoindre le BM Ciudad Real. Après un bon début de saison dans le club espagnol (trente buts en quatre matchs), il se rompt le tendon d'Achille et ne joue plus de l'année. En 2001, il rejoint le Montpellier Handball, club avec lequel il remporte de nombreux titres, notamment la Ligue des champions 2003 et cinq titres de champion de France.
En janvier 2007, son contrat n'étant pas renouvelé pour la saison suivante au Montpellier Handball, il part à Dubaï. Après avoir mis un terme à sa carrière, il signe en septembre 2009 au club de Frontignan Thau Handball, près de Montpellier, où il prend en charge l'entraînement des équipes juniors.
Il connaît sa première sélection en équipe de Tunisie en 1997. Il participe notamment aux Jeux olympiques de 2000, où l'équipe se classe dixième, à quatre championnats du monde ainsi qu'au championnat d'Afrique des nations, remportant la compétition en 1998 et 2002 et terminant finaliste en 2004. Handicapé par une blessure à l'épaule droite, il n'est pas sélectionné pour participer au championnat du monde 2005 organisé en Tunisie, où l'équipe nationale atteint les demi-finales.

## Palmarès

### Sélection nationale
Jeux olympiques
- 10e place aux Jeux olympiques de 2000 à Sydney ( Australie)

Championnats du monde
- 16e place au championnat du monde 1997 ( Japon)
- 12e place au championnat du monde 1999 ( Égypte)
- 10e place au championnat du monde 2001 ( France)
- 14e place au championnat du monde 2003 ( Portugal)

Championnats d'Afrique des nations
- Médaille d'or au championnat d'Afrique des nations 1998
- Médaille d'or au championnat d'Afrique des nations 2002
- Médaille d'argent au championnat d'Afrique des nations 2004

Autres
- Médaille d'argent aux Jeux méditerranéens de 2001 à Tunis ( Tunisie)

### Clubs
Compétitions internationales
- Vainqueur de la Ligue des champions (1) : 2003

Compétitions nationales
- Vainqueur de la coupe de Tunisie (1) : 1999
- Vainqueur du championnat de France (5) : 2002, 2003, 2004, 2005, 2006
- Vainqueur de la coupe de France (4) : 2002, 2003, 2005, 2006
- Vainqueur de la coupe de la Ligue (3) : 2004, 2005, 2006